# Catocala desiderata
Catocala desiderata là một loài bướm đêm thuộc họ Erebidae. Loài này có ở châu Á, bao gồm Uzbekistan, Tajikistan và Tân Cương ở Trung Quốc.